# جراحی انکولوژی

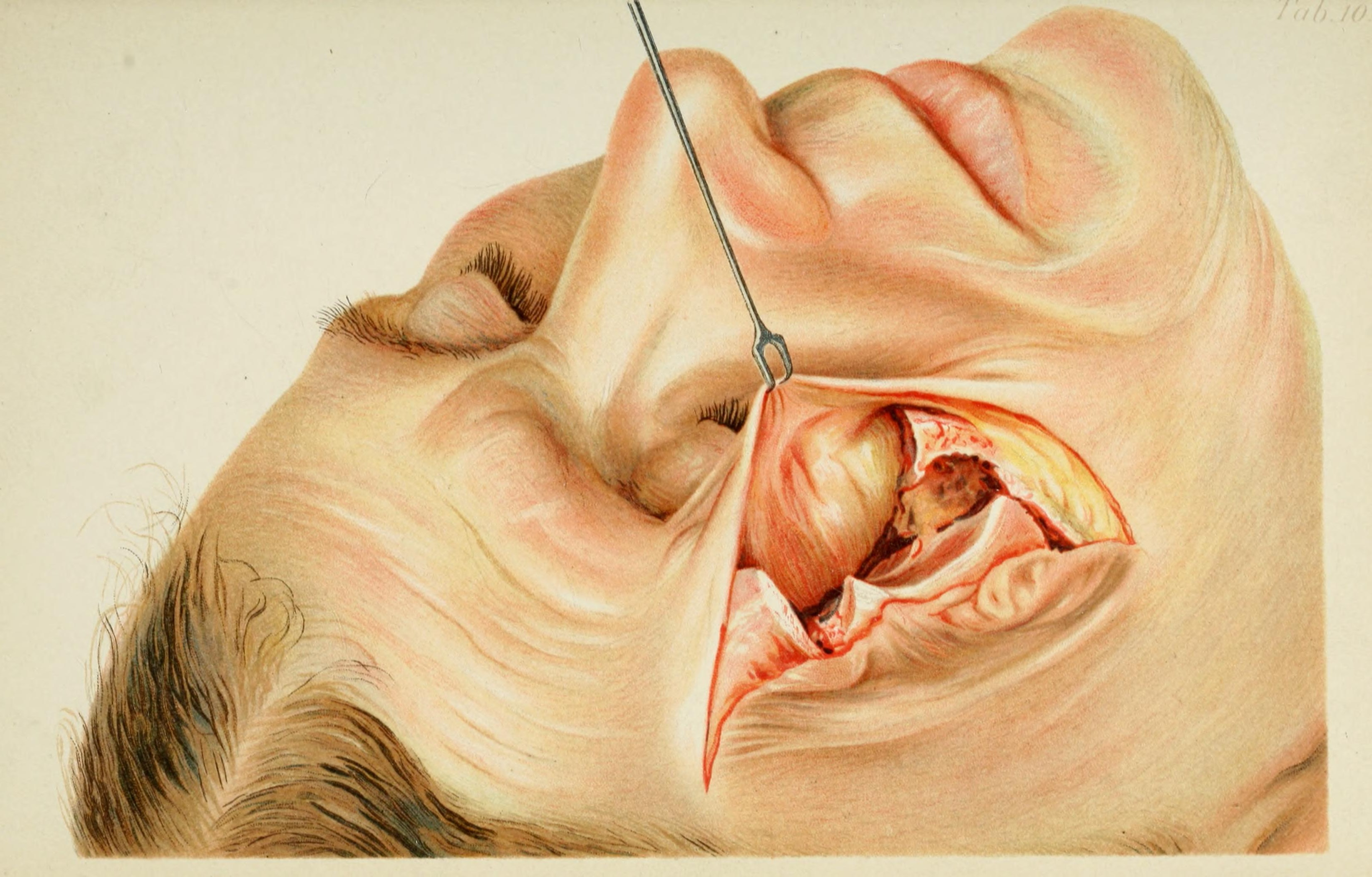
تصویری از برش پوست و استخوان در عمل چشم

جراحی انکولوژی شاخه‌ای از جراحی است که بر مدیریت سرطان با استفاده از جراحی تمرکز دارد. جراحی انکولوژی در مراحل درمانی مشابه سرطان‌شناسی (مشتق از خون‌شناسی) و پرتودرمانی (مشتق از پرتوشناسی) است. جراحی آنکولوژی امروزه در بعضی دانشگاه‌ها و مراکز معتبر جراحی به عنوان یک رشته تحصیلات تکمیلی (فلوشیپ) آموزش داده می‌شود. در ایران دانشگاه‌های علوم پزشکی شیراز، تهران و شهید بهشتی در این رشته فلوشیپ تربیت می‌کنند.